# Hope Vale
Hope Vale – miasto w Australii, w stanie Queensland.